# Райнгард Альбер
Райнгард Альбер (нім. Reinhard Alber, 6 лютого 1964) — німецький велогонщик.
Бронзовий призер Олімпійських Ігор 1984 року в командній гонці переслідування.